# Spirembolus vallicolens
Spirembolus vallicolens är en spindelart som beskrevs av Chamberlin 1920. Spirembolus vallicolens ingår i släktet Spirembolus och familjen täckvävarspindlar. Inga underarter finns listade i Catalogue of Life.